# Trabuc

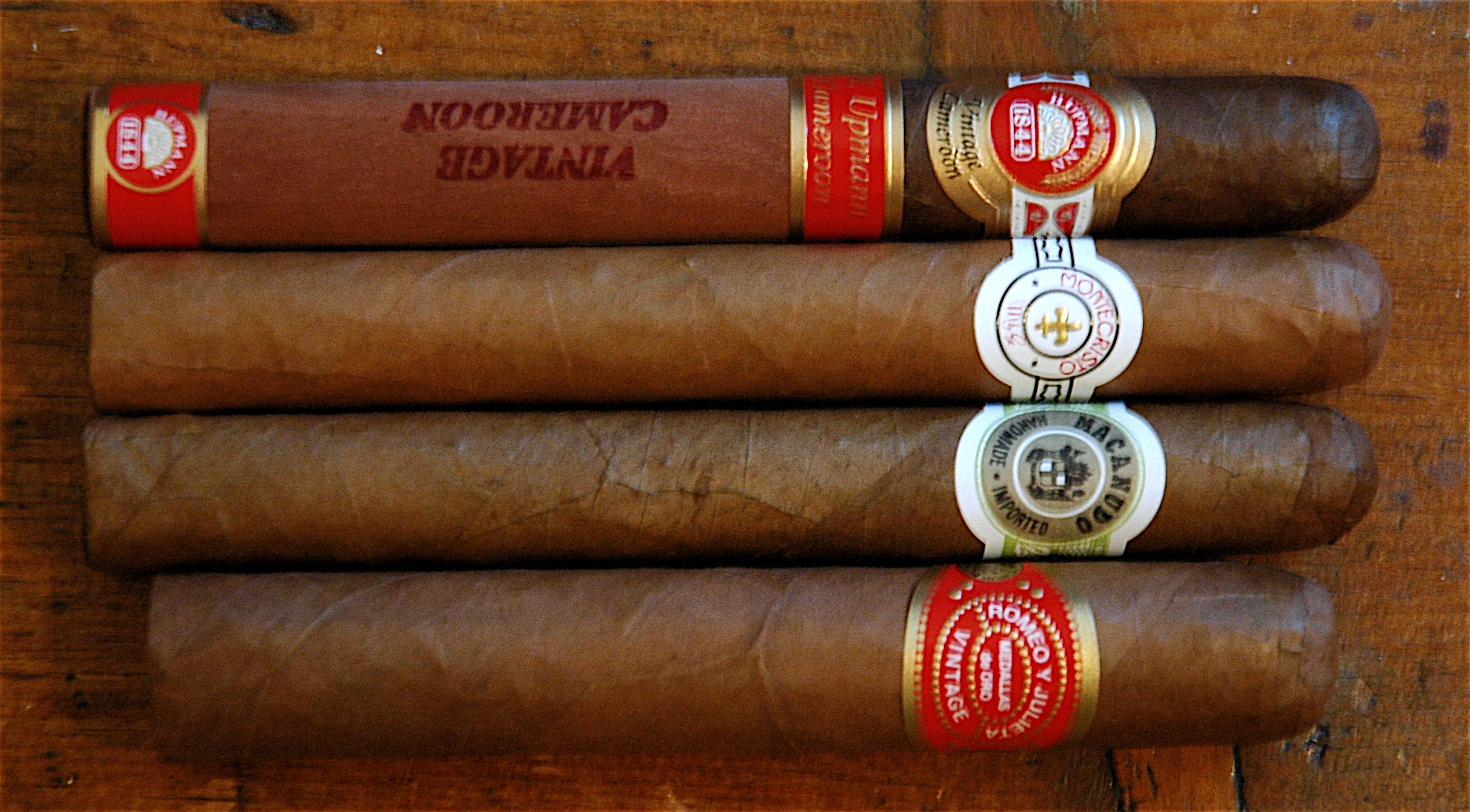
Trabucuri de diferite mărci (de sus: H. Upmann, Montecristo, Macanudo, Romeo y Julieta)

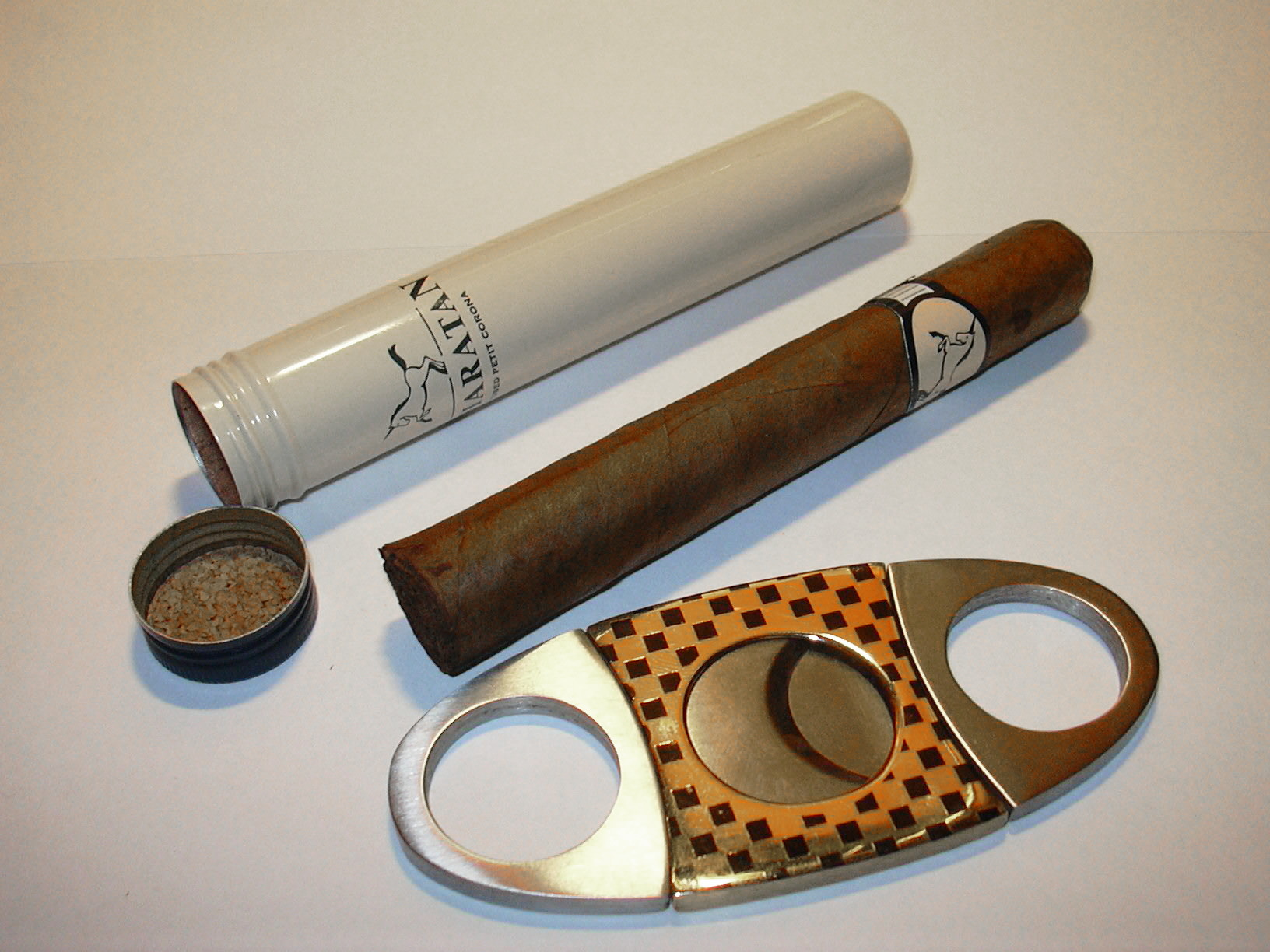
Ghilotina pentru taierea trabucurilor

Un trabuc este un pachet rulat de foi de tutun fermentate și bine uscate, care se aprinde, astfel încât fumul său poate fi tras pe gură. Tutunul pentru trabucuri este cultivat în cantități semnificative în Brazilia, Camerun, Cuba, Republica Dominicană, Honduras, Indonezia, Mexic, Nicaragua și estul SUA.

## Istorie
Primele trabucuri au fost produse la începutul secolului al XVIII-lea în Spania, folosindu-se tutunul cubanez. În 1790 producția acestuia s-a extins și în Franța, Germania sau Olanda. Batavii au început să producă așa-numitele trabucuri uscate, din tutun de Java sau Sumatra. Fumatul de trabucuri a devenit foarte cunoscut în Anglia datorită lui Eduard al VII-lea al Regatului Unit, care a susținut crearea unor cluburi dedicate fumătorilor de „cigars”. Etimologia acestui cuvânt își are originea în cuvântul „sikar” din limbajul băștinașilor din America de Sud și înseamnă „a fuma”. Varianta „cigaro” a fost folosită prin secolul al XVII-lea.